# PostTrak
PostTrak là một dịch vụ có trụ sở tại Hoa Kỳ chuyên khảo sát khán giả xem phim cho các hãng phim, tập trung vào việc thăm dò ý kiến khán giả thuộc 20 thị trường ở Mỹ và Canada. Dịch vụ này do Kevin Goetz thiết kế, được ra mắt vào năm 2013 bởi Screen Engine và Rentrak.

## Lịch sử
PostTrak chuyên thực hiện các cuộc khảo sát tại 20 thị trường hàng đầu ở Hoa Kỳ và Canada bằng phương pháp sử dụng thẻ bỏ phiếu và quầy điện tử. Báo cáo của PostTrak cho một bộ phim thường tổng hợp dữ liệu nhân khẩu học, ý kiến về phim, những ấn tượng về cách tiếp thị của phim, thời điểm mua vé và kế hoạch mua hoặc thuê phim các trên phương tiện truyền thông gia đình.
Dịch vụ PostTrak được thiết kế bởi Kevin Goetz, nhà sáng lập kiêm Giám đốc điều hành của Screen Engine. Dịch vụ được ra mắt vào năm 2013 bởi Screen Engine và Rentrak; trong đó Rentrak cung cấp dữ liệu doanh thu phòng vé cho các hãng phim. PostTrak tập trung vào việc thăm dò ý kiến khán giả thuộc 20 thị trường ở Mỹ và Canada, nơi các dịch vụ tương tự trước đây chỉ tập trung vào ba tới bốn thị trường. Gần như toàn bộ sáu hãng phim lớn đã đăng ký dịch vụ PostTrak, cùng một số nhà phân phối khác. Sau khi comScore mua lại Rentrak vào năm 2016, dịch vụ này thuộc sở hữu của comScore và Screen Engine.

## Đón nhận
Tờ The Hollywood Reporter viết vào năm 2013 rằng doanh nghiệp khảo sát CinemaScore – vốn độc quyền ngành công nghiệp điện ảnh trong ba thập kỷ – đã bị nhiều chỉ trích vì "phụ thuộc vào kỹ thuật khảo sát lỗi thời và số lượng mẫu quá giới hạn" và sẽ bị PostTrak cạnh tranh. Trong khi CinemaScore thăm dò ý kiến trên thang điểm A+ đến F, PostTrak lại xác định tỷ lệ phần trăm điểm tích cực trên thang từ 1–100, cùng nhiều yếu tố khác như khả năng khán giả sẽ giới thiệu tác phẩm điện ảnh tới bạn bè.